# Emil Lind
Pour les articles homonymes, voir Lind.
Emil Lind (né le 14 août 1872 à Vienne, Autriche-Hongrie; mort le 7 avril 1948 à Vienne, Autriche) fut un acteur autrichien.

## Biographie
En 1926, il fut un des témoins du mariage de Kurt Weill et Lotte Lenya.

## Filmographie partielle
- 1919 : Prostitution de Richard Oswald
- 1922 : Die höllische Macht de Robert Wiene
- 1923 : I.N.R.I. de Robert Wiene
- 1927 : Mata Hari de Friedrich Fehér
- 1927 : Bigamie de Jaap Speyer
- 1927 : Les Tisserands de Friedrich Zelnik